# Sansevieria pedicellata
Sansevieria pedicellata är en sparrisväxtart som beskrevs av La Croix. Sansevieria pedicellata ingår i släktet bajonettliljor, och familjen sparrisväxter. Inga underarter finns listade i Catalogue of Life.

## Bildgalleri

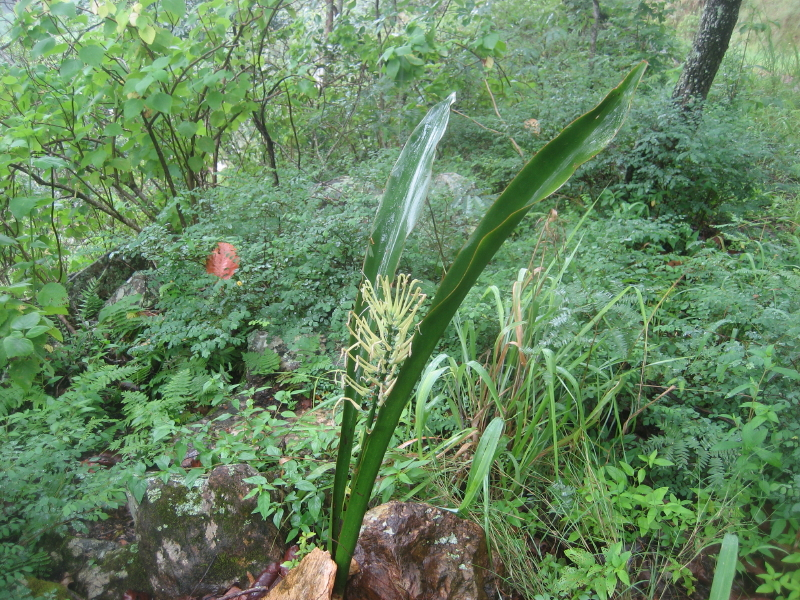
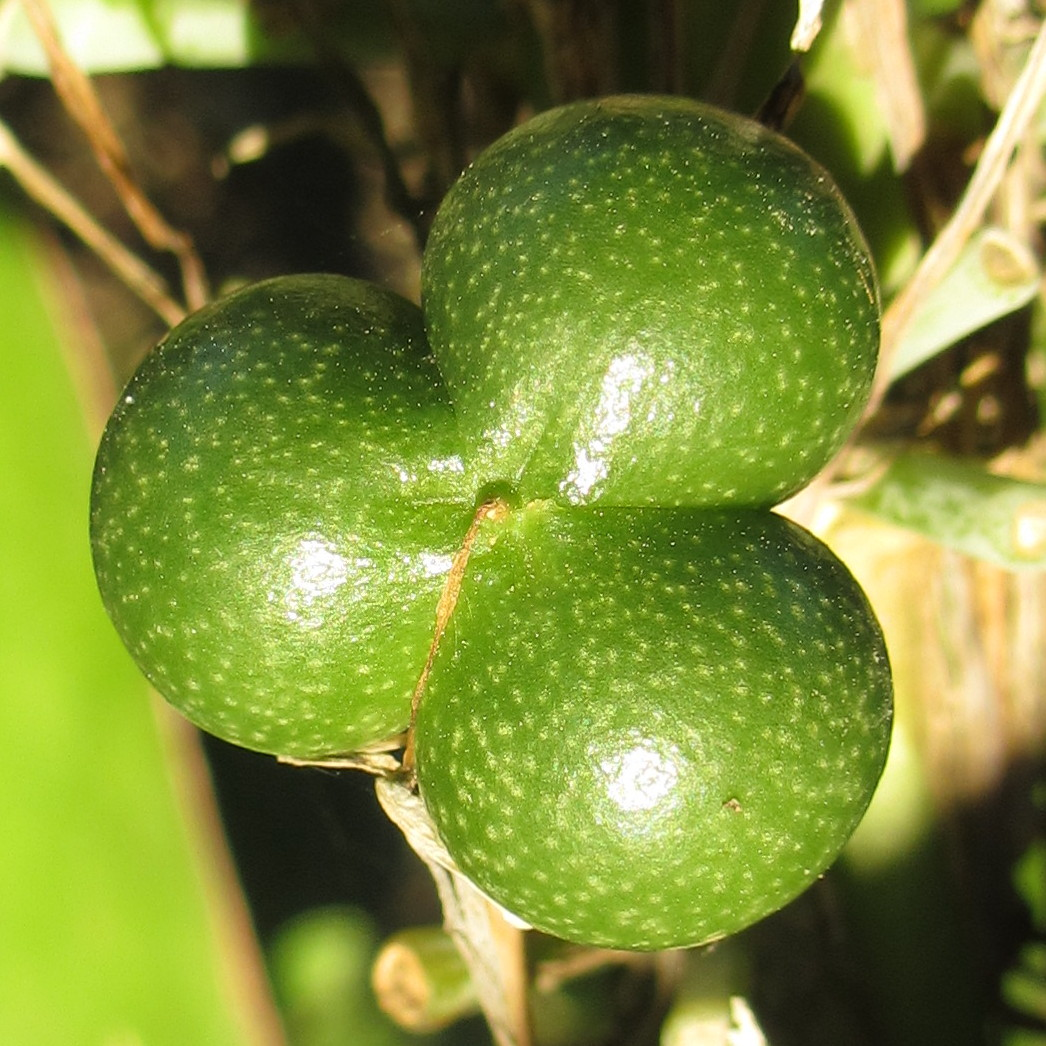
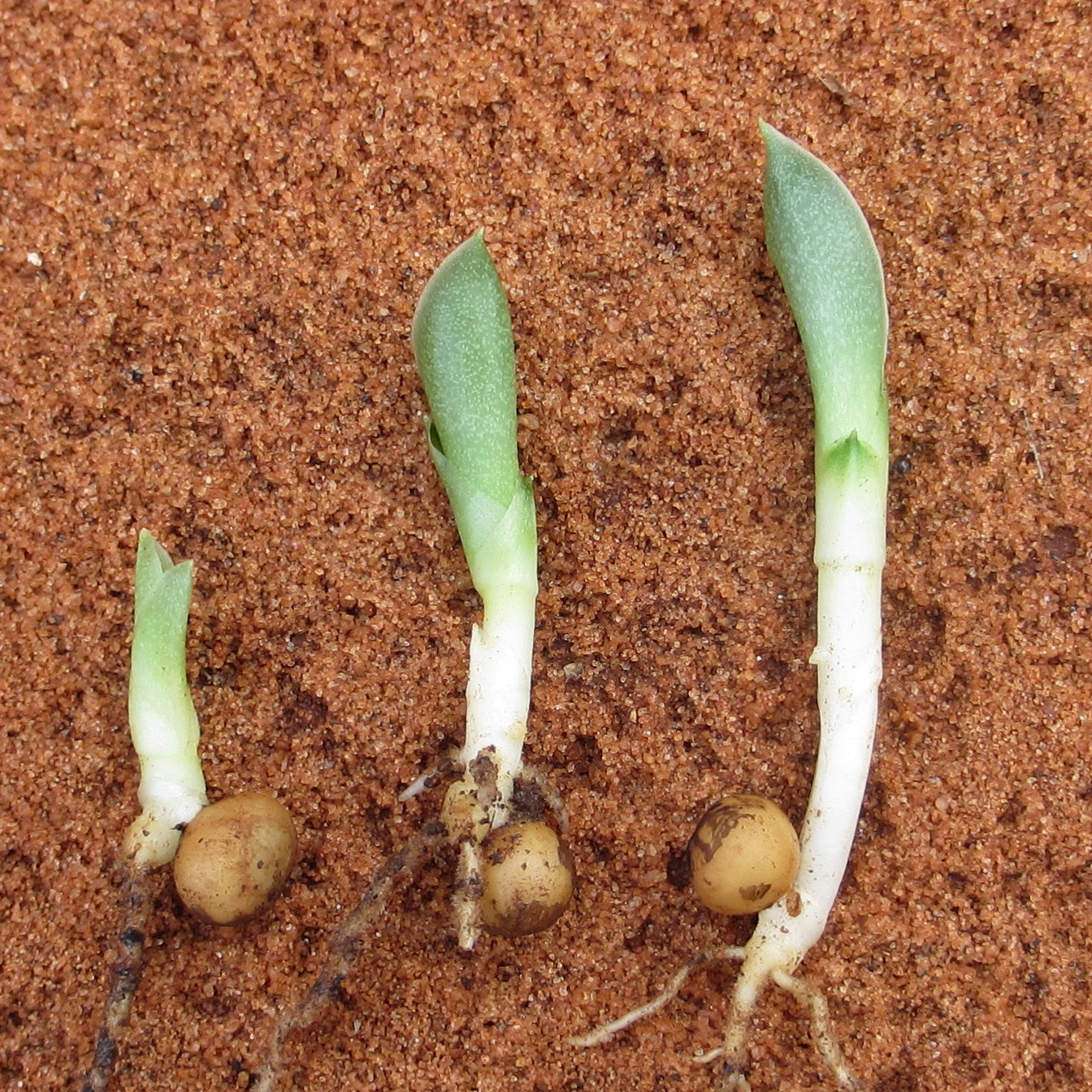
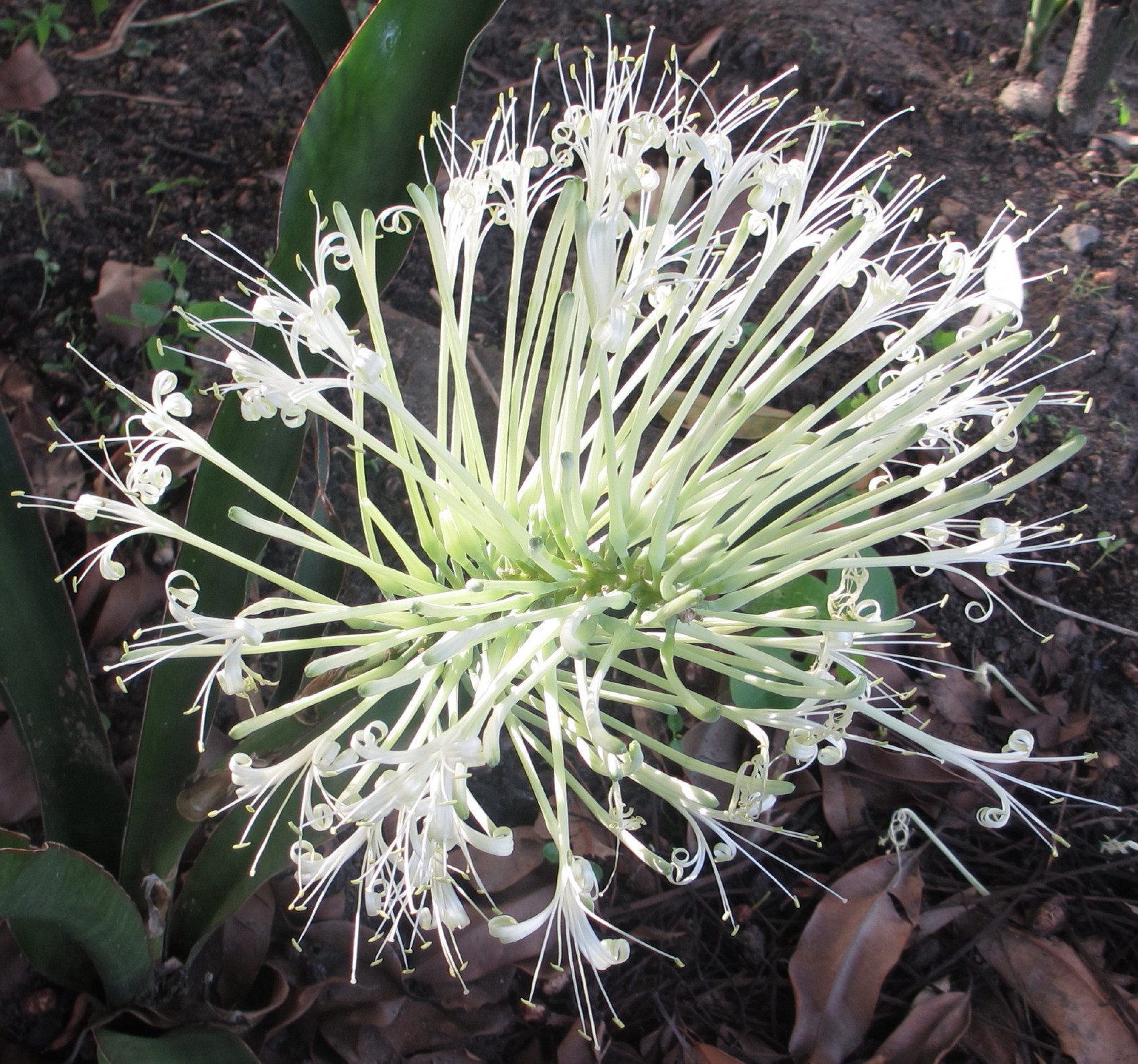